# شمعيا
شمعيا (بالعبرية: שמעיה) ومعنى إسمه رجل يهوه هو أحد أنبياء العهد القديم من الذين ورد ذكرهم في سفر أخبار الأيام الأول وسفر الملوك الأول، عاش في زمن حكم رحبعام بن سليمان في القرن العاشر قبل الميلاد ومنعه شمعيا من مهاجمة الأسباط الشمالية بعد انفصالها عن حكم مملكة يهوذا عن طريق يربعام، تنبئ شمعيا أيضاً بقصاص المملكة بمهاجمتها من قبل الفرعون شيشق والذي حسب الكتاب المقدس هاجم مملكة يهوذا وأخذ أثمن ما صنعه سليمان في الهيكل الذي بناه.